# Championnat de Cuba de football 2004-2005
Navigation
Saison précédente Saison suivante
La saison 2004-2005 du Championnat de Cuba de football est la quatre-vingt-dixième édition du Campeonato Nacional de Fútbol, le championnat de première division à Cuba. Il met aux prises les équipes représentant les provinces de l'île. Il n'y a donc ni promotion, ni relégation en fin de saison.
La compétition comporte trois phases : 
- Les seize équipes sont réparties en quatre groupes de quatre, par zones géographiques. Chacune dispute quatorze rencontres (deux contre celles de son groupe et deux contre les membres d'un autre groupe) et les deux premiers de chaque groupe (et les deux meilleurs troisièmes) poursuivent la compétition.
- Lors de la seconde phase, les dix qualifiés sont regroupés au sein d'une poule unique. Ils se rencontrent deux fois, à domicile et à l'extérieur. Les quatre premiers se qualifient pour la phase finale.
- La phase finale voit les quatre formations encore en lice s'affronter en matchs à élimination directe (demi-finales et finale), en rencontres aller et retour.

C'est le FC Villa Clara qui remporte la compétition cette saison après avoir battu en finale le FC Pinar del Río. Il s'agit du dixième titre de champion de Cuba de l'histoire du club.

## Les clubs participants
- FC Villa Clara
- FC Cienfuegos
- FC Ciudad de La Habana
- FC Pinar del Río
- CF Camagüey
- FC Provincia La Habana
- FC Matanzas
- FC Isla de la Juventud
- FC Ciego de Ávila
- FC Industriales
- FC Sancti Spíritus
- CF Granma
- FC Azucareros
- FC Holguín
- FC Santiago de Cuba
- FC Las Tunas

## Compétition
Le barème de points servant à établir les différents classements se décompose ainsi :
- Victoire : 3 points
- Match nul : 1 point
- Défaite : 0 point

### Première phase
| Rang | Équipe                 | Pts | J  | G | N | P  | Bp | Bc | Diff |
| ---- | ---------------------- | --- | -- | - | - | -- | -- | -- | ---- |
| 1    | FC Pinar del Río       | 26  | 12 | 8 | 2 | 2  | 17 | 6  | +11  |
| 2    | FC Ciudad de La Habana | 20  | 14 | 5 | 5 | 4  | 21 | 14 | +7   |
| 3    | FC Provincia La Habana | 11  | 14 | 3 | 2 | 9  | 9  | 29 | -20  |
| 4    | FC Isla de la Juventud | 2   | 14 | 0 | 2 | 12 | 7  | 29 | -22  |

| Rang | Équipe          | Pts | J  | G | N | P | Bp | Bc | Diff |
| ---- | --------------- | --- | -- | - | - | - | -- | -- | ---- |
| 1    | FC Villa Clara  | 27  | 12 | 9 | 0 | 3 | 28 | 7  | +21  |
| 2    | FC Cienfuegos   | 26  | 14 | 7 | 5 | 2 | 20 | 8  | +12  |
| 3    | FC Matanzas     | 20  | 14 | 6 | 2 | 6 | 16 | 15 | +1   |
| 4    | FC Industriales | 15  | 14 | 4 | 3 | 7 | 11 | 21 | -10  |

| Rang | Équipe             | Pts | J  | G | N | P  | Bp | Bc | Diff |
| ---- | ------------------ | --- | -- | - | - | -- | -- | -- | ---- |
| 1    | CF Camagüey        | 24  | 14 | 7 | 3 | 4  | 10 | 9  | +1   |
| 2    | FC Ciego de ÁvilaT | 23  | 14 | 6 | 5 | 3  | 14 | 8  | +6   |
| 3    | FC Sancti Spíritus | 19  | 14 | 5 | 4 | 5  | 15 | 12 | +3   |
| 4    | FC Azucareros      | 7   | 14 | 2 | 1 | 11 | 7  | 23 | -16  |

| Rang | Équipe              | Pts | J  | G | N | P | Bp | Bc | Diff |
| ---- | ------------------- | --- | -- | - | - | - | -- | -- | ---- |
| 1    | FC Holguín          | 23  | 14 | 6 | 5 | 3 | 15 | 10 | +5   |
| 2    | FC Las Tunas        | 22  | 14 | 6 | 4 | 4 | 16 | 13 | +3   |
| 3    | CF Granma           | 20  | 14 | 5 | 5 | 4 | 11 | 9  | +2   |
| 4    | FC Santiago de Cuba | 13  | 14 | 4 | 3 | 7 | 14 | 18 | -4   |

|  | Qualification pour la seconde phase |
|  | T : Tenant du titre                 |

### Seconde phase
| Rang | Équipe                 | Pts | J  | G  | N | P  | Bp | Bc | Diff |
| ---- | ---------------------- | --- | -- | -- | - | -- | -- | -- | ---- |
| 1    | FC Villa Clara         | 35  | 17 | 11 | 2 | 4  | 32 | 14 | +18  |
| 2    | FC Pinar del Río       | 30  | 17 | 8  | 6 | 3  | 26 | 13 | +13  |
| 3    | FC Holguín             | 29  | 18 | 8  | 5 | 5  | 17 | 12 | +5   |
| 4    | FC Las Tunas           | 29  | 18 | 8  | 5 | 5  | 21 | 21 | 0    |
| 5    | FC Cienfuegos          | 27  | 18 | 6  | 9 | 3  | 20 | 13 | +7   |
| 6    | CF Granma              | 27  | 18 | 7  | 6 | 5  | 20 | 15 | +5   |
| 7    | FC Ciego de ÁvilaT     | 23  | 18 | 6  | 5 | 7  | 22 | 20 | +2   |
| 8    | FC Ciudad de La Habana | 16  | 16 | 3  | 7 | 6  | 20 | 23 | -3   |
| 9    | FC Matanzas            | 12  | 16 | 3  | 3 | 10 | 18 | 36 | -18  |
| 10   | CF Camagüey            | 5   | 16 | 1  | 2 | 13 | 11 | 40 | -29  |

|  | Qualification pour la phase finale |
|  | T : Tenant du titre                |

### Phase finale

#### Demi-finales
| Équipe 1     | Résultat | Équipe 2         | Aller | Retour |
| ------------ | -------- | ---------------- | ----- | ------ |
| FC Las Tunas | 1 - 6    | FC Villa Clara   | 1 - 3 | 0 - 3  |
| FC Holguín   | 1 - 2    | FC Pinar del Río | 0 - 0 | 1 - 2  |

#### Match pour la troisième place
| Équipe 1     | Résultat | Équipe 2   | Aller | Retour |
| ------------ | -------- | ---------- | ----- | ------ |
| FC Las Tunas | 4 - 3    | FC Holguín | 3 - 0 | 1 - 3  |

#### Finale
| Équipe 1         | Résultat | Équipe 2       | Aller | Retour |
| ---------------- | -------- | -------------- | ----- | ------ |
| FC Pinar del Río | 1 - 3    | FC Villa Clara | 1 - 0 | 0 - 3  |

## Bilan de la saison
| Championnat de Cuba de football 2004-2005 |                            |
| Champion                                  | FC Villa Clara (10e titre) |
| Qualifications continentales              |                            |
| CFU Club Championship 2005                | Aucun                      |
| Promotions et relégations                 |                            |
| Promus en Campeonato Nacional             | Aucun                      |
| Relégués                                  | Aucun                      |